# مكي عبد الله
مكي عبد الله (علي أفندي)، هو ممثل كردي ولد سنة 1939 في العمادية (اميدي) في كردستان العراق، حيث كان أبوه موظفا. وهو من أبوين كرديين من أهل السليمانية. شارك في عدة مسلسلات تلفزيونية تصل إلى 140 مسلسلة. عاش في كركوك منذ سنة 1953، ومثل فيها لأول مرة في مدرسة إمام قاسم. شكل فرق للتمثيل، مثل: فرقة خبات، وفرقة كريكاران، وغيرها في كركوك وأربيل والسليمانية. اشتهر ولُقب بـ(علي أفندي)، وهو اسم شخصيته في المسلسلات. توفي سنة 2015.